# Molothrus aeneus
Vaqueiro-d'olho-vermelho ou chupim-de-olho-vermelho (Molothrus aeneus) é um pequeno icterídeo.
Reproduzem-se nos estados norte-americanos da Califórnia, Arizona, Novo México, Texas e Louisiana, a sul da América Central até ao Panamá. Encontram-se habitualmente em terrenos agrícolas, matos e pocilgas. Fora da época de reprodução, encontram-se em habitats muito abertos e empoleiram-se em bosques densos. Estas aves alimentam-se em áreas abertas, muitas vezes perto de gado em pastagens. A sua dieta consiste principalmente em sementes e insectos, juntamente com caracóis durante a época de reprodução para uma fonte de cálcio.
Existem três subespécies:
- M. a. loyei (Parkes & Blake, 1965) ocorre no sudoeste dos Estados Unidos e no noroeste do México.
- M. a. assimilis (Nelson, 1900) ocorre no sudoeste do México.
- M. a. aeneus (Wagler, 1829), a subespécie designada, ocorre no sul do Texas e desde o leste do México até ao centro do Panamá

A subespécie chupim-pequeno, que se restringe à costa caribenha da Colômbia, era anteriormente considerado uma população isolada desta espécie.
O macho chupim-de-olho-vermelho mede 20 centímetros de comprimento e pesa 68 gramas, com plumagem verde-bronze e preto brilhante. Os seus olhos são vermelhos na época de reprodução e castanhos nos restantes períodos.
A fêmea mede 18,5 centímetros de comprimento e pesa 56 gramas. É de um preto baço com um ventre castanho e tem olhos castanhos. As aves jovens têm uma coloração semelhante à das fêmeas, com exceção das franjas de penas cinzentas.
Como todos os chupins, esta ave é um parasita obrigatório da ninhada. Põe os seus ovos nos ninhos de outras aves. O jovem chupim é alimentado pelos progenitores hospedeiros à custa das suas próprias crias. Os hospedeiros incluem os toqui-de-faces-brancas e os tico-tico-de-nuca-branca. As crias desenvolvem-se rapidamente, deixando o ninho ao fim de 10 a 12 dias.